# Digital Coded Squelch
DCS (Digital-Coded Squelch), ook wel bekend onder de naam CDCSS (Continuous Digital-Coded Squelch System) is een digitale squelch schakeling die de audiocircuits in de ontvanger van een portofoon of mobilofoon uitsluitend activeert wanneer een zender wordt ontvangen met dezelfde code als de op de ontvanger ingestelde code.
DCS is ontwikkeld ter vervanging van CTCSS en werkt voor de gebruiker op dezelfde manier: een bij elkaar behorende groep van radioapparatuur heeft dezelfde code en men ondervindt daardoor geen hinder van storingen en andere incidentele gebruikers van hetzelfde kanaal. Verschillende implementaties door diverse fabrikanten van DCS staan ook bekend onder andere namen, zoals Digital Private Line (Motorola), Digital Channel Guard (General Electric), Ditigal Tone Code Squelch (Icom) en Digital Quiet Talk (Kenwood). De meeste hiervan zijn compatibel.
DCS voegt een 134,4 bps bitstream aan het verzonden audiosignaal toe. Door de lage frequentie wordt dit in het audiofilter uitgefilterd en is de code niet hoorbaar voor de gebruiker. Het voortdurend herhaalde codewoord is een 23-bit Golay (23,12) code. Deze code heeft de eigenschap dat tot een maximum van drie bitfouten automatisch worden gedetecteerd en gecorrigeerd. De code bestaat uit 12 databits, gevolgd door 11 checkbits. De laatste drie databits zijn altijd '001', waardoor de gebruiker 9 codebits (512 mogelijkheden) vrij kan kiezen. Deze worden meestal als een 3-digit octaal getal weergegeven. Slechts 83 van de 512 mogelijke codes worden gebruikt, om detectiefouten tot een minimum te beperken.